# Gynacantha remartinia
Gynacantha remartinia – gatunek ważki z rodziny żagnicowatych (Aeshnidae). Występuje na terenie Ameryki Południowej.